# 980
Anul 980 (CMLXXX) a fost un an al calendarului gregorian.

## Nașteri
- Avicenna, filosof, medic și om de știință arab de origine persană (d. 1037)

- Tancred de Hauteville, senior normand minor (d. 1041)

- Thorfinn Karlsefni, explorator islandez (d.c. 1007)

- Otto al III-lea, rege al Germaniei din 983 (d. 1002)

- Balduin al IV-lea de Flandra, conte de Flandra din 988 (d. 1035)

- Adalbero de Carintia, duce de Carintia (1011 sau 1012 - 1035), (d. 1039)

## Decese
- Calochir Delphinas, general bizantin, devenit Catepan de Italia (n. ?)

- Thorvald Asvaldsson, tatăl colonizatorului Groenlandei, Erik cel Roșu și bunicul lui Leif Eriksson, care a vizitat America de Nord cu cinci secole înainte de Cristofor Columb (n. ?)